# Yairo Yau
Yairo Armando Glaize Yau (Panama, 7 settembre 1989) è un calciatore panamense, centrocampista dello Sporting San Miguelito.